# Michaił Botwinnik
Michaił Moisiejewicz Botwinnik, ros. Михаил Моисеевич Ботвинник (ur. 4 sierpnia?/17 sierpnia 1911 w Kuokkali, zm. 5 maja 1995 w Moskwie) – rosyjski szachista, arcymistrz, mistrz świata w szachach w latach 1948–1957, 1958–1960 i 1961–1963.

## Życiorys
Botwinnik urodził się w 1911 roku, w miejscowości Kuokkala (późniejsze Riepino, będące pod jurysdykcją Petersburga), w autonomicznym, ale kontrolowanym przez Imperium Rosyjskie, Wielkim Księstwie Finlandii. Jego rodzice byli rosyjskimi Żydami. Ojciec był technikiem dentystycznym, a matka dentystką, co pozwoliło jego rodzinie zamieszkać poza strefą osiedlenia, gdzie była zmuszona żyć większość Żydów z terytorium Imperium Rosyjskiego. W rezultacie tej przeprowadzki Botwinnik dorastał, mieszkając przy głównej ulicy Petersburga, Newskim Prospekcie. Jego ojciec zabraniał w domu mówić w języku jidysz, a Michaił (wraz z Isją, starszym bratem) uczęszczał do radzieckich szkół. Określał się on jako ateista.
Jako czternastoletni młodzieniec Botwinnik zyskał rozgłos w świecie szachów, wygrywając w symultanie z ówczesnym mistrzem świata José Raúlem Capablanką. Zapewne ta partia miała znaczący wpływ na rozwój jego talentu. W 1931 roku po raz pierwszy zwyciężył w indywidualnych mistrzostwach ZSRR. Po tytuł mistrza Związku Radzieckiego sięgał jeszcze pięciokrotnie, w latach 1933, 1939, 1941, 1945 i 1952.
W wieku 24 lat Botwinnik walczył jak równy z równym z czołowymi szachistami świata, zajmując wysokie miejsca w najbardziej prestiżowych turniejach tamtych lat. W 1935 roku wygrał, razem z Salomonem Flohrem, turniej w Moskwie, pokonując między innymi Emanuela Laskera i Capablankę. Rok później podzielił z Capablanką pierwsze miejsce w turnieju w Nottingham, w 1938 roku zajął dzielone trzecie miejsce w prestiżowym turnieju AVRO.

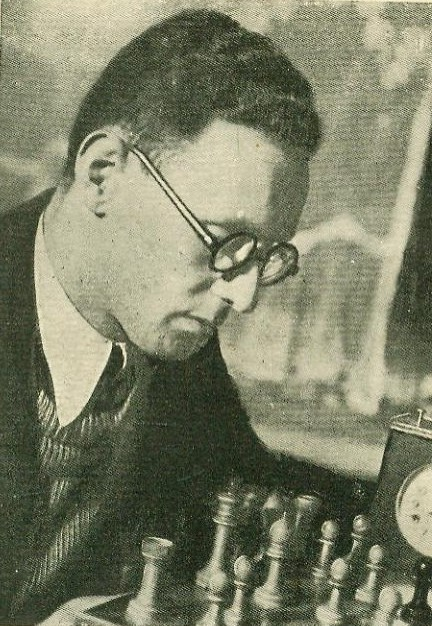
Botwinnik (1933)

Sukcesywnie udoskonalając swoją grę i odnosząc wiele spektakularnych zwycięstw, Botwinnik stał się głównym kandydatem do meczu o mistrzostwo świata z ówczesnym mistrzem Aleksandrem Alechinem. Do meczu nie doszło, najpierw z powodu wybuchu II wojny światowej, a później śmierci Alechina (w 1946 roku). Po tytuł mistrza świata Botwinnik sięgnął w 1948 roku, wygrywając zorganizowany przez Międzynarodową Federację Szachową (FIDE) turniej pretendentów, z udziałem pięciu wybitnych szachistów. Później dwukrotnie przegrywał mecze o mistrzostwo, w 1957 roku z Wasilijem Smysłowem i w 1960 roku z Michaiłem Talem – lecz w obu przypadkach wygrywał mecze rewanżowe. Ostatecznie stracił tytuł mistrza świata w 1963 roku na rzecz Tigrana Petrosjana (meczu rewanżowego nie było, w wyniku zmiany zasad przez FIDE).
Botwinnik był znany z niezwykłego zamiłowania do studiowania szachów. Prawdziwą jego siłą było staranne teoretyczne przygotowanie do meczów oraz drobiazgowa analiza partii po ich rozegraniu. Żaden z jego wielkich poprzedników nie mógł szczycić się tak sumiennym i systematycznym podejściem do własnego rozwoju. Przedkładał technikę nad taktykę, mistrzostwo gry końcowej nad pułapki w otwarciach. W najważniejszych meczach stosował stosunkowo wąski repertuar otwarć, jednak perfekcyjna ich znajomość pozwalała sprowadzić partię na tory przez siebie głęboko przestudiowane. Preferował przede wszystkim obronę Nimzowitscha, obronę słowiańską i wariant Winawera w obronie francuskiej – wniósł duży wkład w rozwój teorii tych otwarć. Do ważnych oficjalnych startów przygotowywał się, rozgrywając w tajemnicy mecze treningowe z silnymi graczami (Salomonem Flohrem, Jurijem Awerbachem, Wiaczesławem Ragozinem), co historycy szachów odkryli dopiero po latach.
W przeciwieństwie do swoich poprzedników Botwinnik nie był powszechnie uważany za szachowego geniusza. Często wskazywano, że jego sukcesy były efektem pracy całego sztabu ludzi, a także pozasportowego poparcia radzieckich oficjeli. Trening Botwinnika miał charakter totalny. Bardzo dbał o zachowanie sprawności fizycznej i prowadzenie higienicznego trybu życia. Sam niepalący, rozgrywał wielogodzinne mecze w otoczeniu palaczy, aby przywyknąć do gry w niesprzyjających warunkach. Przywiązywał dużą wagę do wszelkich aspektów rozgrywania partii szachowej, poświęcając na przykład dużo uwagi metodom obchodzenia się z zegarem szachowym. Jego sukcesy były ciężko wypracowane, choć czasami nieprzekonujące, jak dwa remisowe mecze o mistrzostwo świata z Dawidem Bronsteinem i Smysłowem, w których obronił tytuł.
W latach 60., po przegranym meczu z Petrosjanem, Botwinnik przestał uczestniczyć w oficjalnych rozgrywkach, skupiając się głównie na pracy nad szachowymi programami komputerowymi. Poświęcił się również trenowaniu dzieci i młodzieży. Ze słynnej „szkoły Botwinnika” wywodzi się cała rzesza utalentowanych szachistów, w tym najsłynniejsi: Anatolij Karpow, Garri Kasparow i Władimir Kramnik.

## Mecze Botwinnika o mistrzostwo świata
| Rok                                                               | Przeciwnik | Wynik                 |
| ----------------------------------------------------------------- | ---------- | --------------------- |
| 1948                                                              | turniej    | 1. miejsce            |
| 1951                                                              | Bronstein  | remis (+5 −5 =14)     |
| 1954                                                              | Smysłow    | remis (+7 −7 =10)     |
| 1957                                                              | Smysłow    | przegrana (+3 −6 =13) |
| 1958                                                              | Smysłow    | wygrana (+7 −5 =11)   |
| 1960                                                              | Tal        | przegrana (+2 −6 =13) |
| 1961                                                              | Tal        | wygrana (+10 −5 =6)   |
| 1963                                                              | Petrosjan  | przegrana (+2 −5 =15) |
| W nawiasach: liczby wygranych, przegranych i zremisowanych partii |            |                       |

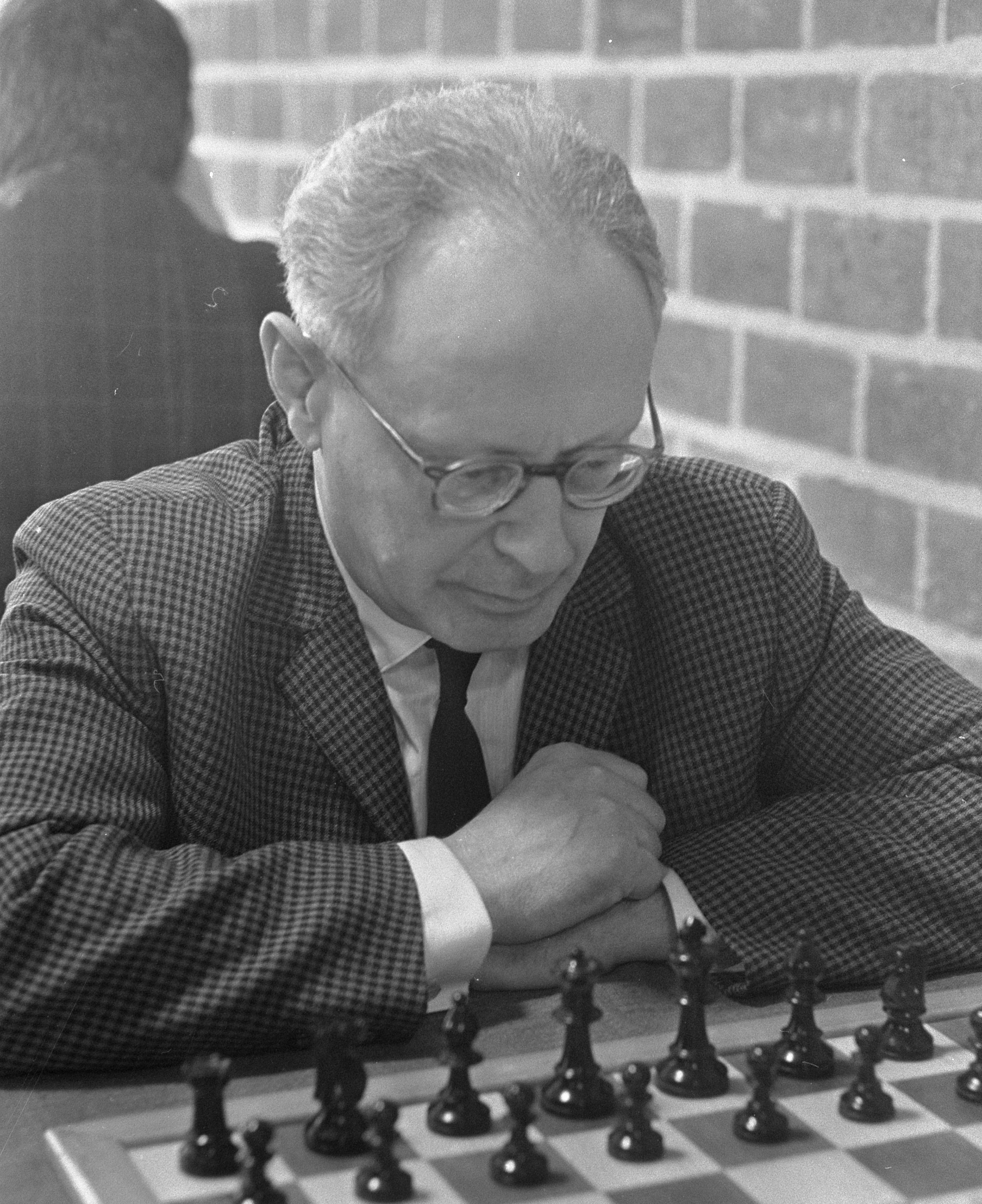
Botwinnik (1969)

Został odznaczony m.in. Orderem Lenina, Orderem Rewolucji Październikowej, Orderem Czerwonego Sztandaru Pracy oraz Orderem „Znak Honoru”.

## Publikacje poświęcone Botwinnikowi
- Mikhail Botvinnik – One Hundred Selected Games, 1926–1946 (Dover, 1981)
- Mikhail Botvinnik – Achieving the Aim (Pergamon, 1981)
- Mikhail Botvinnik – Half a Century of Chess (Cadogan, 1996)
- Mikhail Botvinnik – Selected Games 1967–70 (Pergamon, 1981)
- Bernard Cafferty – Botvinnik’s Best Games, 1947–1970 (Batsford, 1973)